# Xã West Manheim, Quận York, Pennsylvania
Xã West Manheim (tiếng Anh: West Manheim Township) là một xã thuộc quận York, tiểu bang Pennsylvania, Hoa Kỳ. Năm 2010, dân số của xã này là 7.744 người.